# Minuszinszk
Minuszinszk (oroszul: Минусинск) város Oroszország ázsiai részén, a Krasznojarszki határterületen, a Minuszinszki járás székhelye.
Népessége: 71 170 fő (a 2010. évi népszámláláskor).

## Elhelyezkedése
Krasznojarszktól 422 km-re délre, a Jenyiszej jobb partján, az erdős sztyep övezetben elterülő Minuszinszki-medence közepén helyezkedik el. Az Abakan–Tajset vasútvonalon (647 km) fekvő azonos nevű állomás 12 km-re van a várostól. A város mellett vezet a „Jenyiszej” nevű R257-es főút (oroszul: ). A legközelebbi repülőtér kb. 30 km-re, Abakanban található.
Minuszinszket a Jenyiszej egyik mellékága két részre osztja. A régi rész valamennyire megőrizte a 19. századi szibériai városok jellegzetességeit, az új városrészben sokemeletes lakóházakból álló lakótelepek (mikrorajonok) épültek. 

## Története
Az első orosz falu 1740 körül létesült azon a helyen, ahol a kis Minuszi folyó a Jenyiszej egyik ágába ömlik. Lakói a közeli vasgyártó, illetve rézöntő műhelyhez rendelt parasztok voltak; a rézöntés 1744-ben megszűnt, a vasgyártás még évekig folytatódott, de a település egyszerű paraszti faluvá vált. 1797-ben kisebb közigazgatási egység székhelye lett, és itt helyezték el a közeli abakani erődítmény igazgatási központját.
1822-ben a település városi rangot kapott és az akkor létrehozott Jenyiszejszki tartomány egyik alsó szintű közigazgatási egységének székhelye lett. A vidék aranymosó telepeinek elterjedésével a népesség gyorsan növekedett. A 19. század közepétől a város Dél-Szibéria egyik jelentős kereskedelmi központjává alakult, gazdagabb kereskedői Tuva, Mongólia, Kína városaival folytattak közvetítői kereskedelmet, 1890-től teát is hoztak be Kínából. 1883-ban megindult a Jenyiszejen a gőzhajó közlekedés, a folyón fel egészen Minuszinszkig. A század végén a városnak több mint ezer – általában fából készült – lakóháza, négy temploma, női gimnáziuma, kórháza és harminc kisebb üzeme volt. 1908-ban gőzmalom kezdte meg működését. 
Minuszinszk nem csak kereskedelmi, hanem kulturális központ is lett. 1882-ben műkedvelő színjátszók először tartottak előadást, ezt tekintik ma a városi színház alapítási évének. 1877-ben múzeuma és nyilvános könyvtára nyílt, melyet fölkerestek ismert kutatók is (pl. I. D. Cserszkij, V. V. Radlov). A különböző időkben ide száműzött személyek – dekabrista felkelők, a lengyel szabadságharc katonái, politikaiak – nagy hatást gyakoroltak a város gazdasági és kulturális fejlődésére. 
1924-ben a város ujezd székhelye, illetve 1930-ban járás székhelye lett. A szovjet korszakban továbbra is száműzetések helyszíne maradt. 1925-ben levéltárat hoztak létre, amelyben a térség déli körzeteinek és a szomszédos Hakaszföldnek a 18. század óta keletkezett dokumentumait őrzik. 1925-ben nyílt meg a közlekedés az Acsinszk–Abakan vasútvonalon, amely kapcsolatot teremtett a transzszibériai vasútvonallal is.

### 1950-es – 1980-as évek
Az 1950-ben alapított kőolaj- és földgázkutató tröszt a város egyik jelentős vállalata lett, mely nagyban hozzájárult a városfejlesztéshez és a lakásépítéshez.
1965-ben megindult a közlekedés az Abakan–Tajset vasútvonalon, akkor a város még főként a mezőgazdasági termelés és élelmiszer-feldolgozás központja volt. Az 1970-es években mintegy száz kisebb vállalat működött a könnyűipar, a fafeldolgozó ipar, az élelmiszeripar és az építőipar különféle ágazataiban. Az első nagy iparvállalat, a kesztyűgyár 1973-ban kezdte meg a termelés, 2200 főt foglalkoztatott.
A város további iparosítása a Szajan-vidéki területi-ipari komplexum létrehozásával volt kapcsolatban. (A Szajano-susenszkojei vízerőmű első egységét 1978-ban, az utolsót 1985-ben helyezték üzembe). A központi terv azzal számolt. hogy Minuszinszk az elektrotechnikai ipar egyik legnagyobb központja lesz. 1978-ban határozat született a Minuszinszki Elektrotechnikai-ipari Komplexum elnevezésű termelési társulás megalapításáról, amely 12 gyárból állt volna. Felépült a nagyfeszültségű vákuum-megszakítók gyára (későbbi nevén: Elektrokomplex), „speciális” technológiai berendezések gyára, kutató- és technológiai iroda működött.

## 21. század

### Gazdasága

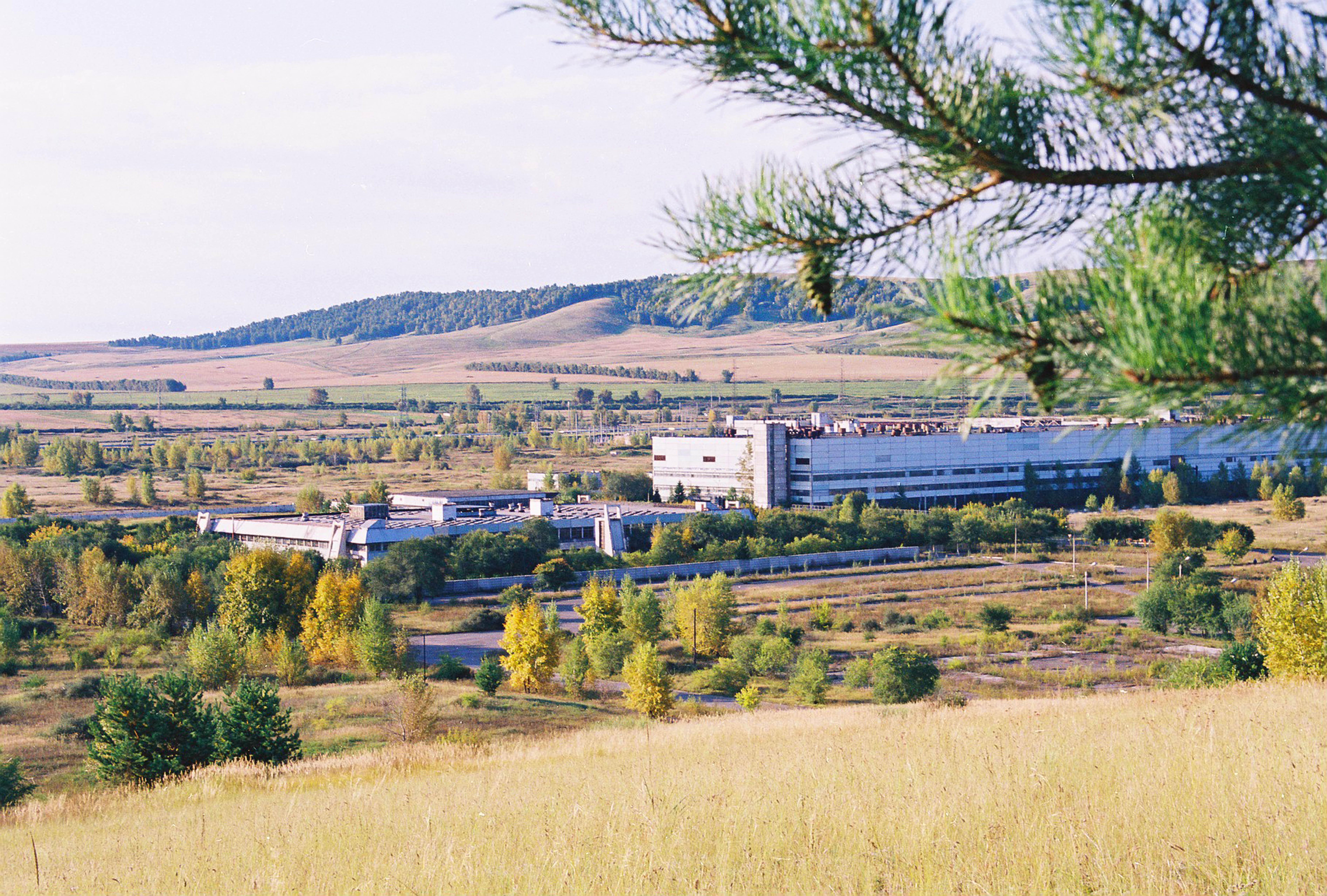
Az Elektrokomplex távlati képe (2012)

A Szovjetunió megszűnését követő válságos években a gazdaság jelentősen visszaesett, a város sok vállalata és intézménye bezárt. Többnyire élelmiszerfeldolgozó gyárak, faipari üzemek, építőipari termelőegységek maradtak. 2009-ben az Elektrokomplex gazdasági helyzete is megrendült, bár 2011-ben a gyárat még nagy nehézségek árán életben tudták tartani.
1997 végén helyezték üzembe a közelben épült széntüzelésű hőerőmű első egységét, amely a várost és a körzet településeit látja el hővel.

### Oktatás, kultúra
A városnak öt szakképző intézménye van: mezőgazdasági, kulturális és művészeti, orvosi technikum és pedagógiai főiskola. A híres régi Minuszinszki Martyjanov Tájmúzeumon kívül (épülete 1885–1890-ben készült) van külön képzőművészeti galériája is. Központi könyvtárának tíz külső fiókja működik. A régi városrészben számos műemlék jellegű épület maradt fenn (a kereskedői udvar, a szegényház, kereskedők lakóházai). Központi terét a Megváltó színeváltozása-templom (Спаса Преображения, 1803-13, 1904) és magas harangtornya uralja.

### Színháza
Az első műkedvelő színi előadást a városban 1882-ben tartották, a színházat a 20. század elején közadakozásból építették. 1904 tavaszán tették le alapkövét, és a színházat 1906. december 27-én nyitották meg Csehov egyik egyfelvonásosának előadásával. A gyakori tűzesetek miatt tűzoltóságot kellett felállítani, és hogy a tűztorony elég magas legyen, az emeletes színházépület tetejére tervezték. Az épület egy része így a tűzoltóké lett, akik hat évvel később átköltöztek új épületükbe. 1931 januárjában a színházépület kigyulladt és teljesen leégett, a tűztorony megsemmisült. A helyreállítás nyolc évig tartott és ismét közadakozásból folyt. A 20. század későbbi éveiben újabb teljes felújítása nem volt.